# Вердер II
«Вердер II» (нім. SV Werder Bremen II) — німецький футбольний клуб з міста Бремен, є резервною командою клубу «Вердер», який зараз виступає у Регіональній лізі «Північ». Клуб заснований 4 лютого 1899 року, домашні матчі проводить на запасному полі арени «Везерштадіон», місткістю 4 000 глядачів.

## Сезони
Результати клубу по сезонах:
| Сезон     | Дивізіон            | Рівень | Місце |
| 1999–2000 | Регіоналліга Північ | III    | 5     |
| 2000–01   | Регіоналліга Північ | III    | 15    |
| 2001–02   | Регіоналліга Північ | III    | 10    |
| 2002–03   | Регіоналліга Північ | III    | 6     |
| 2003–04   | Регіоналліга Північ | III    | 5     |
| 2004–05   | Регіоналліга Північ | III    | 14    |
| 2005–06   | Регіоналліга Північ | III    | 12    |
| 2006–07   | Регіоналліга Північ | III    | 8     |
| 2007–08   | Регіоналліга Північ | III    | 5     |
| 2008–09   | Третя ліга          | III    | 17    |
| 2009–10   | Третя ліга          | III    | 13    |
| 2010–11   | Третя ліга          | III    | 18    |
| 2011–12   | Третя ліга          | III    | 20 ↓  |
| 2012–13   | Регіоналліга Північ | IV     | 5     |
| 2013–14   | Регіоналліга Північ | IV     | 2     |
| 2014–15   | Регіоналліга Північ | IV     | 1 ↑   |
| 2015–16   | Третя ліга          | III    | 17    |
| 2016–17   | Третя ліга          | III    | 17    |
| 2017–18   | Третя ліга          | III    | 18 ↓  |
| 2018–19   | Регіоналліга Північ | IV     |       |

## Відомі гравці
- Тім Боровскі
- Сімон Рольфес
- Франк Рост
- Аарон Гант
- Мануель Фрідріх
- Нельсон Вальдес

## Відомі тренери
- Томас Шааф
- Віктор Скрипник